# 54598 Bienor
54598 Bienor eller 2000 QC243 är en centaur, en småplanet i det yttre av solsystemet. Den upptäcktes 27 augusti 2000 av Deep Ecliptic Survey. Bienor har på förslag av E. K. Elliot fått sitt namn efter en kentaur som deltog i kriget mot Lapitherna.
Omloppsbanan korsar Uranus. På grund av påverkan från gasjättarnas gravitation är inte centaurernas omloppsbanor stabila. De riskerar att kastas ut ur eller in i Solsystemet. Den beräknade halva livslängden för den nuvarande omloppsbanan är 3,2 miljoner år.